# Killer - Diario di un assassino
Killer - Diario di un assassino (Killer: A Journal of Murder) è un film del 1995 scritto e diretto da Tim Metcalfe, al suo esordio alla regia di un lungometraggio, tratto dall'omonima biografia del serial killer Carl Panzram scritta da Thomas E. Gaddis e James O. Long.

## Trama
Nel 1929, nel carcere di massima sicurezza di Leavenworth, la neo-guardia carceraria Henry Lesser si interessa al detenuto Carl Panzram, spingendolo a scrivere le sue memorie, ignaro della sua carriera criminale fatta di stupri e omicidi.

## Riconoscimenti
- 1997 – Satellite Awards
  - Miglior attore a James Woods
- 1996 – Sitges - Festival internazionale del cinema fantastico della Catalogna
  - Miglior attore a James Woods